# Anicius Auchenius Bassus (consul en 408)
Ne doit pas être confondu avec Anicius Auchenius Bassus.
Anicius Auchenius Bassus (fl. 408/430) est un homme politique de l'Empire romain.

## Biographie
Fils d'Anicius Auchenius Bassus et de sa femme Turrania Honorata.
Il est consul ordinaire en 408.
Il s'est marié avec Aurelia, fille de Quintus Aurelius Symmachus Eusebius et de sa femme Rusticiana. Leur fille était Anicia Juliana (d. 417/418), femme d'Anicius Hermogenianus Olybrius.